# Mouchir Aoun
 (septembre 2021).
Mouchir Basile Aoun, né en 1966 à Jdeideh au Liban, est un philosophe libanais.

## Biographie
Philosophe libanais d’obédience culturelle plurielle, le professeur Mouchir Basile Aoun, né à Jdeideh en 1966 (Békaa, Liban), a grandi à Zahlé (Békaa) avant de se rendre à Harissa (en)(District de Kesrouan, Liban) pour achever ses études secondaires et étudier la philosophie et la théologie à l’Institut Saint-Paul de Philosophie et de Théologie (Harissa). Au terme de deux années d’Études approfondies en philosophie à l’Université libanaise (Beyrouth), il s’installe au début de l’année 1990 en France pour préparer son doctorat en philosophie allemande (Université de Caen, Normandie). Ses recherches doctorales l’amènent à séjourner deux ans en Allemagne (Münster, Westphalie).
En 1994, il soutient à Caen sa thèse de doctorat sur les fondements philosophiques de la cité humaine dans la pensée de Martin Heidegger (voir Présentation sommaire de l’œuvre du Professeur Mouchir Basile Aoun). En guise de recherche post-doctorale, il traduit de l’allemand, annote et commente aux éditions Vrin à Paris, le court traité de Frédéric Gentz sur les conditions d’une paix perpétuelle en Europe après le bouleversement engendré par les conquêtes napoléoniennes (voir Présentation sommaire de l’œuvre du Professeur Mouchir Basile Aoun).
Après une dizaine d’années de séjour en France, en Allemagne et en Belgique, il retourne au Liban où il se consacre à l’enseignement de la philosophie à l’Université libanaise (Département des lettres et sciences humaines, Fanar, Beyrouth).

## Publications
- La cité humaine dans la pensée de Martin Heidegger, lieu de réconciliation de l’être et du politique, Préface de Simone Goyard-Fabre, Paris, L'Harmattan, 1916, 563 p.
- Frédéric Gentz. De la paix perpétuelle (1800), traduction, présentation et annotation, Thesaurus de philosophie de droit, Paris, Vrin, 1997, 120 p.
- La pensée arabe chrétienne. Requêtes d’une réforme d’actualisation, Beyrouth, Dâr At-Talî’a, 2007, 177 p.
- Christianisme et islam. Étude comparée des concepts fondamentaux, Jounieh (Liban), Éditions Saint-Paul, 1997.
- Fondements du dialogue islamo-chrétien, Publications de l’Institut des Études Islamo-Chrétiennes, Université Saint-Joseph, Beyrouth, Librairie Orientale, 2003. 171 p.
- Dialogue islamo-chrétien. Contributions à la réciprocité interculturelle, Jounieh, Éditions Saint-Paul, 1997.
- La Lumière et les lanternes. Questionnement théologique du pluralisme religieux, Balamand-Tripoli, Publications de l’Université de Balamand (Liban), 2008.
- Religion et politique. La pensée politique chrétienne en sa structure théorique et sa réalité libanaise, Beyrouth, Éditions An-Nahar, 2008.
- Le fils et le vicaire. Pour une anthropologie islamo-chrétienne comparée, Jounieh (Liban), Éditions Saint-Paul, 2010.
- Heidegger et la pensée arabe, Paris, L’Harmattan, 2011.
- Une pensée arabe humaniste contemporaine. Paul Khoury et les promesses de l’incomplétude humaine, Paris, L’Harmattan, 2012.
- Le Christ arabe. Pour une théologie chrétienne arabe de la convivialité, Paris, Cerf, Cogitation Fidei, 2013.
- Anthropologies croisées. Essai sur l'interculturalité arabe, Paris, Cerf, 2017.

## Études sur sa pensée
- Recension de La pensée arabe chrétienne contemporaine. Requêtes de réforme et d'actualisation. Paru dans « Laval Théologique et Philosophique », volume 65, no 3, octobre 2009
- Thèse de doctorat de Heidi Hirvonen à l'Université de Helsinki Christian-Muslim Dialogue : Perspectives of Four Lebanese Thinkers
- Recension de La pensée arabe chrétienne contemporaine. Requêtes de réforme et d'actualisation. Paru sur le site du Centre Oasis
- Paper for the IAMS assembly in Malaysia 2004 : "CHRISTIAN-MUSLIM DIALOGUE IN THE LEBANESE CONTEX"
- Recension de Le fils et le vicaire. L'homme dans les conceptions chrétienne et musulmane. Paru dans « Laval Théologique et Philosophique », Volume 67, no 2, juin 2010

## Approche de sa pensée
En dehors du contexte libanais, le professeur Mouchir Basile Aoun s’applique à acclimater une vision plurielle de la vie, fondée sur le mystère insondable de l’incessant déploiement de l’être dans toutes les manifestations de l’existence historique, aussi bien individuelle que collective, de l’humanité. Loin de tout alignement idéologique, il opte pour une pensée humaine critique dans son questionnement, et responsable dans son ouverture. D’où le statut de l’appartenance, catégorie fondamentale perçue comme lieu de convergence de toutes les interrogations et remises en question des pratiques injustes de l’identité. Cette exigence de lucidité ne l’empêche point de se proclamer proche d’un humanisme interculturel ouvert à toutes les épreuves d’authenticité spirituelle où l’humain se crée au gré de ses gestes de compassion et de solidarité. Même s’il se méfie des systèmes religieux fermés et des immobilismes idéologiques, il ne cesse de promouvoir une éthique philosophique et spirituelle susceptible de permettre et à la rationalité et à l’affectivité d’orienter l’agir humain. 
A l'ère de l'interculturalité, le professeur Mouchir Basile Aoun s'applique à trouver un nouveau paradigme de pensée susceptible de fonder la diversité cosmique. Loin de toute récupération idéologique, il s'agit de montrer que l'être se dit de façon plurielle dès son émergence. Même s'il n'y a point de commencement premier ni de fin prévisible, il y a lieu de penser que la nature du déploiement propre à l'être est favorable à cette diversité originale. D'où la nécessité d'interroger les multiples modes d'avènement de cette diversité, soit au niveau du vécu humain, soit au niveau de l'expression culturelle. C'est justement en cela que consiste le projet philosophique qu'entend poursuivre une telle pensée de l'ouverture et de l'interculturalité. Une place de choix est dès lors réservée au questionnement de l'expérience religieuse planétaire dans toute l'étendue de sa richesse culturelle.